# Krillsæl
Krillsæl, eller krabbeædende sæl som den ofte kaldes, er en af de mindst kendte sæler på trods af at det er den mest talrige sælart i verden. 
Krilsælen er vidt udbredt omkring Antarktis, hvor den lever af de store sværme af krill. Krill hedder på tysk "Krabben", heraf det misvisende navn krabbeædende sæl.